# Bohuslaveț, Zolotonoșa
Bohuslaveț (în ucraineană Богуславець) este o comună în raionul Zolotonoșa, regiunea Cerkasî, Ucraina, formată numai din satul de reședință.

## Demografie
Componența lingvistică a comunei Bohuslaveț
     Ucraineană (97,11%)
     Rusă (2,78%)
Conform recensământului din 2001, majoritatea populației comunei Bohuslaveț era vorbitoare de ucraineană (97,11%), existând în minoritate și vorbitori de rusă (2,78%).